# Ligue des champions de la CONCACAF 2020
Navigation
Édition précédente Édition suivante
La Ligue des champions de la CONCACAF 2020 est la douzième édition de cette compétition. Cependant, c'est la 55e fois que les clubs de la confédération se disputent le titre de leader de la CONCACAF.

## Participants
Un total de 16 équipes provenant d'un maximum de 10 nations participeront au tournoi. Elles proviendront des zones Amérique du Nord, Amérique centrale et Caraïbes de la CONCACAF.
Le tableau des clubs qualifiés est le suivant :
| Nation            | Club                | Raison de qualification                                                            |
| Amérique du Nord  |                     |                                                                                    |
| Mexique           | Club América        | Vainqueur du Tournoi Apertura 2018.                                                |
| Mexique           | Tigres UANL         | Vainqueur du Tournoi Clausura 2019.                                                |
| Mexique           | Cruz Azul           | Finaliste du Tournoi Apertura 2018.                                                |
| Mexique           | Club León           | Finaliste du Tournoi Clausura 2019.                                                |
| États-Unis        | Los Angeles FC      | Vainqueur du MLS Supporters' Shield en 2019.                                       |
| États-Unis        | New York City FC    | Deuxième du MLS Supporters' Shield en 2019 Vainqueur de la Conférence Est en 2019. |
| États-Unis        | Atlanta United      | Vainqueur de la US Open Cup 2019.                                                  |
| États-Unis        | Sounders de Seattle | Vainqueur de la MLS Cup en 2019.                                                   |
| Canada            | Impact de Montréal  | Champion du Canada 2019                                                            |
| Amérique centrale |                     |                                                                                    |
| Costa Rica        | Deportivo Saprissa  | Champion de la Ligue de la CONCACAF 2019.                                          |
| Costa Rica        | AD San Carlos       | Quart de finaliste de la Ligue de la CONCACAF 2019.                                |
| Salvador          | Alianza FC          | Demi-finaliste de la Ligue de la CONCACAF 2019.                                    |
| Guatemala         | CSD Comunicaciones  | Quart de finaliste de la Ligue de la CONCACAF 2019.                                |
| Honduras          | CD Motagua          | Finaliste de la Ligue de la CONCACAF 2019.                                         |
| Honduras          | CD Olimpia          | Demi-finaliste de la Ligue de la CONCACAF 2019.                                    |
| Caraïbes          |                     |                                                                                    |
| Caraïbes          | Portmore United     | Champion professionnel des Caraïbes 2019.                                          |

| Tigres UANL Club América Cruz Azul Club León Los Angeles FC Atlanta United New York City FC Seattle Sounders Impact de Montréal |

| Portmore United Saprissa San Carlos Alianza Comunicaciones Olimpia Motagua |

## Calendrier
Le calendrier est détaillé ci-dessous :
| Tour | Nom                 | Date aller    | Date retour    | Équipes participantes | Équipes restantes |
| 1    | Huitièmes de finale | 18-20 février | 25-27 février  | 16                    | 16 à 8            |
| 2    | Quarts de finale    | 10-12 mars    | 15-16 décembre | 8                     | 8 à 4             |
| 3    | Demi-finale         | 19 décembre   | 19 décembre    | 4                     | 4 à 2             |
| 4    | Finale              | 22 décembre   | 22 décembre    | 2                     | 2 à 1             |

Les têtes de séries sont définies selon un critère spécifique à la zone CONCACAF. À chaque équipe est attribué un nombre de points correspondant à ceux obtenus au cours des cinq précédentes éditions du tournoi par les équipes s'étant qualifiées de la même façon. Par exemple, le vainqueur du championnat américain se voit attribuer les points des parcours des cinq derniers champions américains dans la compétition.
|       | Equipe                      | Pts 14/15 | Pts 15/16 | Pts 16/17 | Pts 18 | Pts 19 | Total |
| Pot 1 | Cruz Azul (MEX 3)           | 32        | 23        | 15        | 17     | 26     | 113   |
| Pot 1 | Tigres UANL (MEX 2)         | 16        | 20        | 30        | 25     | 21     | 112   |
| Pot 1 | Club América (MEX 1)        | 11        | 33        | 27        | 12     | 20     | 103   |
| Pot 1 | Impact de Montréal (CAN 1)  | 23        | 8         | 22        | 21     | 5      | 79    |
| Pot 1 | New York City FC (USA 3)    | 13        | 16        | 20        | 17     | 11     | 77    |
| Pot 1 | Atlanta United (USA 4)      | 20        | 16        | 8         | 5      | 11     | 60    |
| Pot 1 | Los Angeles FC (USA 2)      | 9         | 13        | 14        | 7      | 15     | 58    |
| Pot 1 | Sounders de Seattle (USA 1) | 11        | 14        | 11        | 11     | 11     | 58    |
| Pot 2 | AD San Carlos (CRC 2)       | 18        | 9         | 14        | 5      | 7      | 53    |
| Pot 2 | Club León (MEX 4)           | 9         | 18        | 10        | 9      | 4      | 50    |
| Pot 2 | CD Motagua (HON 1)          | 15        | 10        | 11        | 5      | 4      | 45    |
| Pot 2 | Deportivo Saprissa (CRC 1)  | 12        | 10        | 8         | 5      | 7      | 42    |
| Pot 2 | CD Olimpia (HON 2)          | 8         | 11        | 11        | 5      | 0      | 35    |
| Pot 2 | Alianza FC (SLV 1)          | 4         | 7         | 9         | 7      | 5      | 32    |
| Pot 2 | CSD Comunicaciones (GUA 1)  | 11        | 8         | 9         | 0      | 4      | 32    |
| Pot 2 | Portmore United (CCC 1)     | 4         | 8         | 5         | 4      | 4      | 25    |

## Compétition

### Tableau
|  | Huitièmes de finale | Huitièmes de finale | Huitièmes de finale        | Huitièmes de finale |                    |                    | Quarts de finale           | Quarts de finale           | Quarts de finale           | Quarts de finale           |  |  | Demi-finales     | Demi-finales     | Demi-finales     | Demi-finales     |  |  | Finale           | Finale           | Finale           | Finale           |
|  |                     |                     |                            |                     |                    |                    |                            |                            |                            |                            |  |  |                  |                  |                  |                  |  |  |                  |                  |                  |                  |
|  | 18-25 février       | 18-25 février       | 18-25 février              | 18-25 février       |                    |                    | 11 mars & 15 décembre 2020 | 11 mars & 15 décembre 2020 | 11 mars & 15 décembre 2020 | 11 mars & 15 décembre 2020 |  |  | 19 décembre 2020 | 19 décembre 2020 | 19 décembre 2020 | 19 décembre 2020 |  |  | 22 décembre 2020 | 22 décembre 2020 | 22 décembre 2020 | 22 décembre 2020 |
|  | AD San Carlos       | AD San Carlos       | 3                          | 0                   |                    |                    | 11 mars & 15 décembre 2020 | 11 mars & 15 décembre 2020 | 11 mars & 15 décembre 2020 | 11 mars & 15 décembre 2020 |  |  | 19 décembre 2020 | 19 décembre 2020 | 19 décembre 2020 | 19 décembre 2020 |  |  | 22 décembre 2020 | 22 décembre 2020 | 22 décembre 2020 | 22 décembre 2020 |
|  | AD San Carlos       | AD San Carlos       | 3                          | 0                   |                    |                    | 11 mars & 15 décembre 2020 | 11 mars & 15 décembre 2020 | 11 mars & 15 décembre 2020 | 11 mars & 15 décembre 2020 |  |  | 19 décembre 2020 | 19 décembre 2020 | 19 décembre 2020 | 19 décembre 2020 |  |  | 22 décembre 2020 | 22 décembre 2020 | 22 décembre 2020 | 22 décembre 2020 |
|  | New York City FC    | New York City FC    | 5                          | 1                   |                    |                    | 11 mars & 15 décembre 2020 | 11 mars & 15 décembre 2020 | 11 mars & 15 décembre 2020 | 11 mars & 15 décembre 2020 |  |  | 19 décembre 2020 | 19 décembre 2020 | 19 décembre 2020 | 19 décembre 2020 |  |  | 22 décembre 2020 | 22 décembre 2020 | 22 décembre 2020 | 22 décembre 2020 |
|  | New York City FC    | New York City FC    | 5                          | 1                   | New York City FC   | New York City FC   | 0                          | 0                          |                            |                            |  |  | 19 décembre 2020 | 19 décembre 2020 | 19 décembre 2020 | 19 décembre 2020 |  |  | 22 décembre 2020 | 22 décembre 2020 | 22 décembre 2020 | 22 décembre 2020 |
|  | 18-27 février       |                     |                            |                     | New York City FC   | New York City FC   | 0                          | 0                          |                            |                            |  |  | 19 décembre 2020 | 19 décembre 2020 | 19 décembre 2020 | 19 décembre 2020 |  |  | 22 décembre 2020 | 22 décembre 2020 | 22 décembre 2020 | 22 décembre 2020 |
|  |                     |                     | Tigres UANL                | Tigres UANL         | 1                  | 4                  |                            |                            |                            |                            |  |  | 19 décembre 2020 | 19 décembre 2020 | 19 décembre 2020 | 19 décembre 2020 |  |  | 22 décembre 2020 | 22 décembre 2020 | 22 décembre 2020 | 22 décembre 2020 |
|  | Alianza FC          | Alianza FC          | Tigres UANL                | Tigres UANL         | 1                  | 4                  | 2                          | 2                          |                            |                            |  |  | 19 décembre 2020 | 19 décembre 2020 | 19 décembre 2020 | 19 décembre 2020 |  |  | 22 décembre 2020 | 22 décembre 2020 | 22 décembre 2020 | 22 décembre 2020 |
|  | Alianza FC          | Alianza FC          | 10 mars & 15 décembre 2020 |                     |                    |                    | 2                          | 2                          |                            |                            |  |  | 19 décembre 2020 | 19 décembre 2020 | 19 décembre 2020 | 19 décembre 2020 |  |  | 22 décembre 2020 | 22 décembre 2020 | 22 décembre 2020 | 22 décembre 2020 |
|  | Tigres UANL         | Tigres UANL         | 1                          | 4                   |                    |                    |                            |                            |                            |                            |  |  | 19 décembre 2020 | 19 décembre 2020 | 19 décembre 2020 | 19 décembre 2020 |  |  | 22 décembre 2020 | 22 décembre 2020 | 22 décembre 2020 | 22 décembre 2020 |
|  | Tigres UANL         | Tigres UANL         | 1                          | 4                   | Tigres UANL        | Tigres UANL        | 3                          | 3                          |                            |                            |  |  |                  |                  |                  |                  |  |  | 22 décembre 2020 | 22 décembre 2020 | 22 décembre 2020 | 22 décembre 2020 |
|  | 18-26 février       |                     |                            |                     | Tigres UANL        | Tigres UANL        | 3                          | 3                          |                            |                            |  |  |                  |                  |                  |                  |  |  | 22 décembre 2020 | 22 décembre 2020 | 22 décembre 2020 | 22 décembre 2020 |
|  |                     |                     | CD Olimpia                 | CD Olimpia          | 0                  | 0                  |                            |                            |                            |                            |  |  |                  |                  |                  |                  |  |  | 22 décembre 2020 | 22 décembre 2020 | 22 décembre 2020 | 22 décembre 2020 |
|  | Deportivo Saprissa  | Deportivo Saprissa  | CD Olimpia                 | CD Olimpia          | 0                  | 0                  | 2                          | 0                          |                            |                            |  |  |                  |                  |                  |                  |  |  | 22 décembre 2020 | 22 décembre 2020 | 22 décembre 2020 | 22 décembre 2020 |
|  | Deportivo Saprissa  | Deportivo Saprissa  | 19 décembre 2020           |                     |                    |                    | 2                          | 0                          |                            |                            |  |  |                  |                  |                  |                  |  |  | 22 décembre 2020 | 22 décembre 2020 | 22 décembre 2020 | 22 décembre 2020 |
|  | Impact de Montréal  | Impact de Montréal  | 2                          | 0e                  |                    |                    |                            |                            |                            |                            |  |  |                  |                  |                  |                  |  |  | 22 décembre 2020 | 22 décembre 2020 | 22 décembre 2020 | 22 décembre 2020 |
|  | Impact de Montréal  | Impact de Montréal  | 2                          | 0e                  | Impact de Montréal | Impact de Montréal | 1                          | 1                          |                            |                            |  |  |                  |                  |                  |                  |  |  | 22 décembre 2020 | 22 décembre 2020 | 22 décembre 2020 | 22 décembre 2020 |
|  | 19-26 février       |                     |                            |                     | Impact de Montréal | Impact de Montréal | 1                          | 1                          |                            |                            |  |  |                  |                  |                  |                  |  |  | 22 décembre 2020 | 22 décembre 2020 | 22 décembre 2020 | 22 décembre 2020 |
|  |                     |                     | CD Olimpia                 | CD Olimpia          | 2                  | 0e                 |                            |                            |                            |                            |  |  |                  |                  |                  |                  |  |  | 22 décembre 2020 | 22 décembre 2020 | 22 décembre 2020 | 22 décembre 2020 |
|  | CD Olimpia          | CD Olimpia          | CD Olimpia                 | CD Olimpia          | 2                  | 0e                 | 2                          | 2 (4)                      |                            |                            |  |  |                  |                  |                  |                  |  |  | 22 décembre 2020 | 22 décembre 2020 | 22 décembre 2020 | 22 décembre 2020 |
|  | CD Olimpia          | CD Olimpia          | 16 décembre 2020           |                     |                    |                    | 2                          | 2 (4)                      |                            |                            |  |  |                  |                  |                  |                  |  |  | 22 décembre 2020 | 22 décembre 2020 | 22 décembre 2020 | 22 décembre 2020 |
|  | Sounders de Seattle | Sounders de Seattle | 2                          | 2 (2)               |                    |                    |                            |                            |                            |                            |  |  |                  |                  |                  |                  |  |  | 22 décembre 2020 | 22 décembre 2020 | 22 décembre 2020 | 22 décembre 2020 |
|  | Sounders de Seattle | Sounders de Seattle | 2                          | 2 (2)               | Tigres UANL        | Tigres UANL        | 2                          | 2                          |                            |                            |  |  |                  |                  |                  |                  |  |  |                  |                  |                  |                  |
|  | 19-26 février       |                     |                            |                     | Tigres UANL        | Tigres UANL        | 2                          | 2                          |                            |                            |  |  |                  |                  |                  |                  |  |  |                  |                  |                  |                  |
|  |                     |                     | Los Angeles FC             | Los Angeles FC      | 1                  | 1                  |                            |                            |                            |                            |  |  |                  |                  |                  |                  |  |  |                  |                  |                  |                  |
|  | Club León           | Club León           | Los Angeles FC             | Los Angeles FC      | 1                  | 1                  | 2                          | 0                          |                            |                            |  |  |                  |                  |                  |                  |  |  |                  |                  |                  |                  |
|  | Club León           | Club León           |                            |                     |                    |                    |                            | 0                          |                            |                            |  |  |                  |                  |                  |                  |  |  |                  |                  |                  |                  |
|  | Los Angeles FC      | Los Angeles FC      | 0                          | 3                   |                    |                    |                            |                            |                            |                            |  |  |                  |                  |                  |                  |  |  |                  |                  |                  |                  |
|  | Los Angeles FC      | Los Angeles FC      | 0                          | 3                   | Los Angeles FC     | Los Angeles FC     | 2                          | 2                          |                            |                            |  |  |                  |                  |                  |                  |  |  |                  |                  |                  |                  |
|  | 20-26 février       |                     |                            |                     | Los Angeles FC     | Los Angeles FC     | 2                          | 2                          |                            |                            |  |  |                  |                  |                  |                  |  |  |                  |                  |                  |                  |
|  |                     |                     | Cruz Azul                  | Cruz Azul           | 1                  | 1                  |                            |                            |                            |                            |  |  |                  |                  |                  |                  |  |  |                  |                  |                  |                  |
|  | Portmore United     | Portmore United     | Cruz Azul                  | Cruz Azul           | 1                  | 1                  | 1                          | 0                          |                            |                            |  |  |                  |                  |                  |                  |  |  |                  |                  |                  |                  |
|  | Portmore United     | Portmore United     | 11 mars & 16 décembre 2020 |                     |                    |                    | 1                          | 0                          |                            |                            |  |  |                  |                  |                  |                  |  |  |                  |                  |                  |                  |
|  | Cruz Azul           | Cruz Azul           | 2                          | 4                   |                    |                    |                            |                            |                            |                            |  |  |                  |                  |                  |                  |  |  |                  |                  |                  |                  |
|  | Cruz Azul           | Cruz Azul           | 2                          | 4                   | Los Angeles FC     | Los Angeles FC     | 3                          | 3                          |                            |                            |  |  |                  |                  |                  |                  |  |  |                  |                  |                  |                  |
|  | 20-27 février       |                     |                            |                     | Los Angeles FC     | Los Angeles FC     | 3                          | 3                          |                            |                            |  |  |                  |                  |                  |                  |  |  |                  |                  |                  |                  |
|  |                     |                     | Club América               | Club América        | 1                  | 1                  |                            |                            |                            |                            |  |  |                  |                  |                  |                  |  |  |                  |                  |                  |                  |
|  | CSD Comunicaciones  | CSD Comunicaciones  | Club América               | Club América        | 1                  | 1                  | 1                          | 1 (3)                      |                            |                            |  |  |                  |                  |                  |                  |  |  |                  |                  |                  |                  |
|  | CSD Comunicaciones  | CSD Comunicaciones  |                            |                     |                    |                    |                            | 1 (3)                      |                            |                            |  |  |                  |                  |                  |                  |  |  |                  |                  |                  |                  |
|  | Club América        | Club América        | 1                          | 1 (5)               |                    |                    |                            |                            |                            |                            |  |  |                  |                  |                  |                  |  |  |                  |                  |                  |                  |
|  | Club América        | Club América        | 1                          | 1 (5)               | Club América       | Club América       | 3                          | 0                          |                            |                            |  |  |                  |                  |                  |                  |  |  |                  |                  |                  |                  |
|  | 19-26 février       |                     |                            |                     | Club América       | Club América       | 3                          | 0                          |                            |                            |  |  |                  |                  |                  |                  |  |  |                  |                  |                  |                  |
|  |                     |                     | Atlanta United             | Atlanta United      | 0                  | 1                  |                            |                            |                            |                            |  |  |                  |                  |                  |                  |  |  |                  |                  |                  |                  |
|  | CD Motagua          | CD Motagua          | Atlanta United             | Atlanta United      | 0                  | 1                  | 1                          | 0                          |                            |                            |  |  |                  |                  |                  |                  |  |  |                  |                  |                  |                  |
|  | CD Motagua          | CD Motagua          |                            |                     |                    |                    |                            | 0                          |                            |                            |  |  |                  |                  |                  |                  |  |  |                  |                  |                  |                  |
|  | Atlanta United      | Atlanta United      | 1                          | 3                   |                    |                    |                            |                            |                            |                            |  |  |                  |                  |                  |                  |  |  |                  |                  |                  |                  |
|  | Atlanta United      | Atlanta United      | 1                          | 3                   |                    |                    |                            |                            |                            |                            |  |  |                  |                  |                  |                  |  |  |                  |                  |                  |                  |
|  |                     |                     |                            |                     |                    |                    |                            |                            |                            |                            |  |  |                  |                  |                  |                  |  |  |                  |                  |                  |                  |

### Huitièmes de finale
Les matchs aller se jouent les 18, 19, 20 février, et les matchs retour les 25, 26 et 27 février 2020.
| Équipe             | Aller | Total            | Retour | Équipe              |
| ------------------ | ----- | ---------------- | ------ | ------------------- |
| CD Motagua         | 1 - 1 | 1 - 4            | 0 - 3  | Atlanta United      |
| CSD Comunicaciones | 1 - 1 | 2 - 2 (3 - 5)tab | 1 - 1  | Club América        |
| Portmore United    | 1 - 2 | 1 - 6            | 0 - 4  | Cruz Azul           |
| Club León          | 2 - 0 | 2 - 3            | 0 - 3  | Los Angeles FC      |
| Alianza FC         | 2 - 1 | 4 - 5            | 2 - 4  | Tigres UANL         |
| AD San Carlos      | 3 - 5 | 3 - 6            | 0 - 1  | New York City FC    |
| CD Olimpia         | 2 - 2 | 4 - 4 (4 - 2)tab | 2 - 2  | Sounders de Seattle |
| Deportivo Saprissa | 2 - 2 | 2 - 2E           | 0 - 0  | Impact de Montréal  |

### Quarts de finale
Les matchs aller se jouent les 10, 11, 12 mars, et les matchs retour sont reportés à cause de la Covid-19. Les quarts de finale retour se joueront à l'Exploria Stadium à Orlando, aux États-Unis le 15 et le 16 décembre 2020.
| Équipe             | Aller | Total  | Retour | Équipe         |
| ------------------ | ----- | ------ | ------ | -------------- |
| Club América       | 3 - 0 | 3 - 1  | 0 - 1  | Atlanta United |
| New York City FC   | 0 - 1 | 0 - 5  | 0 - 4  | Tigres UANL    |
| Impact de Montréal | 1 - 2 | 2 - 2e | 1 - 0  | CD Olimpia     |

Le quart de finale entre Los Angeles FC et Cruz Azul sera finalement joué à l'Exploria Stadium à Orlando, aux États-Unis le 15 ou le 16 décembre 2020.
| Club           | Score | Club      |
| -------------- | ----- | --------- |
| Los Angeles FC | 2 - 1 | Cruz Azul |

### Demi-finales
Les matchs aller devaient se jouer du 7 au 9 avril et les matchs retour du 14 au 16 avril 2020. Contrairement aux manches précédentes, l'équipe qui accueille au match retour est celle ayant marqué le plus de points sur les deux premiers tours. Les matchs se joueront en match simple à l'Exploria Stadium à Orlando, aux États-Unis le 19 décembre 2020.
| Club           | Score | Club         |
| -------------- | ----- | ------------ |
| Tigres UANL    | 3 - 0 | CD Olimpia   |
| Los Angeles FC | 3 - 1 | Club América |

### Finale
Le match aller était prévu pour les 28-30 avril et le match retour pour les 5-7 mai 2020. L'équipe qui accueille au match retour est celle ayant marqué le plus de points sur les trois premiers tours. La finale se jouera en match simple à l'Exploria Stadium à Orlando, aux États-Unis le 22 décembre 2020.
| 22 décembre 2020 | Tigres UANL            | 2–1   | Los Angeles FC | Exploria Stadium, Orlando |                           |
| 22:00 EST        | Ayala 72e · Gignac 84e | (0–0) | 61e Rossi      | Arbitrage : Mario Escobar | Arbitrage : Mario Escobar |
| 22:00 EST        | (en) Rapport           |       |                | Arbitrage : Mario Escobar | Arbitrage : Mario Escobar |

|  |  |

| G                | 1  | Nahuel Guzmán          |  |     |
| D                | 28 | Luis Alfonso Rodríguez |  |     |
| D                | 4  | Hugo Ayala             |  | 74e |
| D                | 3  | Carlos Salcedo         |  |     |
| D                | 29 | Jesús Dueñas           |  | 71e |
| M                | 23 | Luis Enrique Quiñones  |  | 87e |
| M                | 19 | Guido Pizarro (c)      |  |     |
| M                | 5  | Rafael Carioca         |  |     |
| M                | 5  | Javier Aquino          |  | 88e |
| A                | 17 | Leonardo Fernández     |  | 71e |
| A                | 10 | André-Pierre Gignac    |  |     |
| Remplaçants :    |    |                        |  |     |
| G                | 40 | Carlos Galindo         |  |     |
| G                | 50 | Arturo Covarrubias     |  |     |
| D                | 14 | Juan Sánchez           |  |     |
| D                | 13 | Diego Reyes            |  |     |
| D                | 15 | Francisco Venegas      |  | 87e |
| D                | 21 | Francisco Meza         |  | 74e |
| D                | 36 | Eduardo Tercero        |  | 88e |
| M                | 22 | Raymundo Fulgencio     |  | 71e |
| M                | 43 | Erick Ávalos           |  |     |
| M                | 47 | Jesús Garza            |  |     |
| A                | 51 | Adrián Garza del Toro  |  |     |
| A                | 11 | Nicolás López          |  | 71e |
| Entraîneur :     |    |                        |  |     |
| Ricardo Ferretti |    |                        |  |     |

| G             | 1  | Kenneth Vermeer   |  |     |
| D             | 23 | Tristan Blackmon  |  |     |
| D             | 44 | Jesús Murillo     |  | 88e |
| D             | 4  | Eddie Segura      |  |     |
| D             | 6  | Diego Palacios    |  |     |
| M             | 16 | Latif Blessing    |  |     |
| M             | 72 | Mark-Anthony Kaye |  |     |
| M             | 10 | José Cifuentes    |  | 67e |
| A             | 8  | Carlos Vela (c)   |  |     |
| A             | 7  | Danny Musovski    |  | 46e |
| A             | 9  | Diego Rossi       |  |     |
| Remplaçants : |    |                   |  |     |
| G             | 23 | Pablo Sisniega    |  |     |
| G             | 40 | Phillip Ejimadu   |  |     |
| D             | 2  | Jordan Harvey     |  |     |
| D             | 5  | Dejan Jakovic     |  |     |
| D             | 13 | Mohamed El Monir  |  |     |
| D             | 28 | Antonio Leone     |  |     |
| M             | 8  | Francisco Ginella |  | 67e |
| M             | 17 | Brian Rodríguez   |  | 88e |
| M             | 18 | Erik Dueñas       |  |     |
| M             | 19 | Bryce Duke        |  |     |
| A             | 21 | Christian Torres  |  |     |
| A             | 22 | Kwadwo Opoku      |  | 46e |
| Entraîneur :  |    |                   |  |     |
| Bob Bradley   |    |                   |  |     |

## Distinctions individuelles
- Meilleur joueur :  André-Pierre Gignac
- Meilleur buteur :  André-Pierre Gignac (6 buts)
- Meilleur jeune joueur :  Diego Palacios
- Meilleur gardien :  Nahuel Guzman
- Prix du fair-play :  Tigres UANL